# Entführung
Unter einer Entführung versteht man einen kriminellen Akt, bei dem eine oder mehrere Personen unter kriminellem Zwang an einen unfreiwilligen Aufenthaltsort verschleppt beziehungsweise dort festgehalten werden. Häufig wird für ihre Freilassung von den Entführern Lösegeld gefordert. Handelt es sich bei dem Entführungsopfer um ein Kind, spricht man von Kindesentführung. Die englische Entsprechung Kidnapping bezieht sich ursprünglich auf diesen Spezialfall, hat aber eine generalisierende Bedeutungserweiterung erfahren. Wird die Gewalt über ein Flugzeug kriminell übernommen, spricht man von Flugzeugentführung.

## Tatbestand

### Rechtliche Abgrenzung
In der deutschen Strafrechtswissenschaft werden unter dem Oberbegriff Entführungsdelikte die Straftaten Menschenhandel, Menschenraub, erpresserischer Menschenraub, Geiselnahme, Entziehung Minderjähriger, Verschleppung und Verschwindenlassen als Sonderfälle des allgemeinen Delikts der Freiheitsberaubung zusammengefasst.
Die früheren Tatbestände der Entführung mit und gegen den Willen der Entführten (§§ 236 und 237 i. V. m. § 238 StGB a. F.), bei dem der Wille des Täters darauf gerichtet sein musste, an der entführten Frau außereheliche sexuelle Handlungen vorzunehmen, wurden im Zuge der Reform der Straftaten gegen die sexuelle Selbstbestimmung 1997/98 aufgehoben. Die Entführung gegen den Willen der Entführten kann seit 1997 als (versuchte) sexuelle Nötigung bzw. Vergewaltigung in Tateinheit mit Freiheitsberaubung bestraft werden.
(Zum hauptsächlich in historischer Zeit verbreiteten „Frauenraub“ siehe Brautraub; zum „Frauenraub“ als kirchenrechtliches Ehehindernis siehe Raptio.)

### Kriminologische Abgrenzung
Die kriminologische Abgrenzung zwischen Entführung, Geiselnahme und Verschleppung ist nicht immer einheitlich und eindeutig. Von Entführung wird jedenfalls dann gesprochen, wenn das Opfer in ein Versteck oder an einen Aufenthaltsort verbracht wird, der nur den Tätern bekannt ist. Ziel einer Entführung ist es überwiegend, ein Lösegeld zu erpressen. Andere Ziele können sein, politische Forderungen oder die Freilassung von Häftlingen durchzusetzen. Auch Kombinationen aus diesen und ähnlichen Tatzwecken kommen vor. Kennzeichen einer Geiselnahme wäre dagegen, dass das Opfer von den Geiselnehmern an einem bekannten Ort festgehalten und beispielsweise zur Erpressung des freien Abzugs der Verbrecher oder zur Deckung des Fluchtwegs benutzt wird. Ein Merkmal kann auch sein, dass die als Geiseln genommenen Personen mehr oder minder zufällig Opfer der Freiheitsberaubung werden (z. B. weil sie sich am Tatort eines Bankraubs aufhalten), während Entführungsopfer von den Tätern vor der Tat gezielt ausgewählt wurden. Schon bei Flugzeug- oder Schiffsentführungen sind diese Abgrenzungen nicht mehr anwendbar. Von einer Verschleppung wird oft gesprochen, wenn die Entführung zu dem Zweck erfolgt, sich Fähigkeiten und Eigenschaften der Entführten zunutze zu machen, die Entführungsopfer also beispielsweise als Zwangsarbeiter oder Sexsklaven missbraucht und längerfristig ihrer Freiheit beraubt werden sollen.

### Opferfolgen
Über die reine Freiheitsberaubung hinaus sind Opfer einer Entführung meist in Gefahr, verletzt oder getötet zu werden, und dementsprechend an Leib und Leben bedroht. Auch die psychischen Folgen dieser traumatischen Erfahrung können gravierend sein. Eine länger andauernde Entführung oder Geiselnahme kann dazu führen, dass sich Opfer und Täter aufgrund der beiderseitigen Zwangslage emotional annähern. Dieser Effekt wird als Stockholm-Syndrom bezeichnet, weil er im Zusammenhang mit einer Geiselnahme in einer Bank in Stockholm zum ersten Mal beschrieben wurde.

## Staatliche Entführung
Der Pazifist und Journalist Berthold Jacob wurde gleich zweimal in den Jahren 1935 und 1941 durch den Nationalsozialistischen Staat aus dem Ausland ins deutsche Reich entführt.
Im Jahr 2020 wurde Jamshid Sharmahd durch den iranischen Staat entführt und um ihn 2022 ein Schauprozess inszeniert.

## Bücher, Filme, Theater
- 1782: Die Entführung aus dem Serail, Oper
- 1986: Die unglaubliche Entführung der verrückten Mrs. Stone, amerikanischer Filmkomödie mit den Schauspielern Bette Midler und Danny DeVito
- 1989: Steven – Die Entführung, US-amerikanischer Film über die Entführung von Steven Stayner
- 1991: Das Schweigen der Lämmer, amerikanischer Thriller über einen Menschen häutenden Mörder, in den Hauptrollen spielen Jodie Foster und Anthony Hopkins
- 1993: Die Entführung der Agata, polnischer Film, satirische Aufarbeitung eines authentischen Falles
- 1996: Kopfgeld – Einer wird bezahlen, US-amerikanischer Spielfilm mit den Schauspielern Mel Gibson und Rene Russo
- 1997: Todesspiel, Doku-Drama über die Entführung des Lufthansa-Flugzeuges Landshut durch palästinensische Terroristen
- 2001: Der Tanz mit dem Teufel – Die Entführung des Richard Oetker, deutscher TV-Krimi über die Entführung von Richard Oetker
- 2006: Alpha Dog – Tödliche Freundschaften, basiert locker auf tatsächlichen Ereignissen rund um Jesse James Hollywood im August 2000 in Los Angeles
- 2008: 96 Hours, französischer Actionthriller mit Liam Neeson
- 2009: Haltet die Welt an, deutscher Fernsehfilm über die Entführung von Felix Wille
- 2009: Spurlos – Die Entführung der Alice Creed, britischer Thriller
- 2013: 3096 Tage, deutsches Filmdrama
- 2016: Gefangen, achtteilige Fernsehdokumentation (Vereinigte Staaten 2016)